# Nguyễn Hữu Bảo
Nguyễn Hữu Bảo (sinh năm 1952) là nhiếp ảnh gia người Việt Nam, ông được biết đến với những tác phẩm có chủ đề về Hà Nội.

## Tiểu sử
Nguyễn Hữu Bảo sinh năm 1952 tại Hà Nội, ông là con của Nguyễn Hữu Nhâm, một thương gia quê gốc Bắc Ninh - ông chủ hãng lụa Tam Kỳ nổi tiếng tại Hà Nội đầu thế kỷ 20. Nguyễn Hữu Bảo con trai út trong gia đình có 10 anh em, mà không ai trong số họ theo nghề buôn bán của bố mẹ. Trong đó ba người anh của ông là hai đạo diễn Nguyễn Hữu Hồng, Nguyễn Hữu Luyện và nhà quay phim Nguyễn Hữu Tuấn cũng là một nhiếp ảnh gia.
Năm 1980, Nguyễn Hữu Bảo kết hôn với diễn viên Như Quỳnh, họ có hai người con gái.

## Sự nghiệp
Nguyễn Hữu Bảo từng được sang Tiệp Khắc học về cơ khí trong 3 năm, khi về nước, ông làm tại nhà máy cơ khí Hồng Hà. Lúc này, cuộc chiến với thực dân Pháp đã chưa chấm dứt, điều kiện làm việc lạc hậu nên ông gần như phải học việc lại từ đầu.
Năm 1973, Nguyễn Hữu Bảo bắt đầu chụp ảnh. Năm 1978-79 ông chuyển sang làm việc tại Viện Thiết kế Công trình Hà Nội làm công tác về nhiếp ảnh kiến trúc. Có một thời gian, Nguyễn Hữu Bảo là phóng viên ảnh của Tạp chí Xưa và nay.
Tháng 10 và 11 năm 2015, ông lần lượt mở hai mở triển lãm ảnh riêng là Ký ức làng và Ký ức phố, ông cũng đồng thời phát hành cuốn sách ảnh Ký ức phố. Năm 2016, cuốn sách ảnh Hà Nội dấu yêu của ông được in bởi Nhà xuất bản Thế giới và được Nhà sách Phương Nam phát hành. Cuốn sách gồm 198 bức ảnh được ông chụp từ năm 1978 đến 2015.
Năm 2017,Sách ảnh Hà Nội dấu yêu của ông được trao Giải thưởng Bùi Xuân Phái – Vì tình yêu Hà Nội.

## Tác phẩm

### Triển lãm[12]
- Australia, vừa chạy vừa chụp

- Các làng nghề truyền thống

- Thành đô yêu dấu

- 2015 - Ký ức làng

- 2015 - Ký ức phố

- 2017 - Những mảnh tình Hà Nội[13]

### Sách ảnh cá nhân
- Hà Nội dấu yêu (NXB Thế giới, 2016)

### Sách ảnh tham gia biên tập[12]
- Hà Nội ngày tiếp quản
- Những ký ức còn lại
- Thủ đô huyết lệ
- Âm vang lời thề quyết tử